# Aeroclube de Guaratinguetá
O Aeroclube de Guaratinguetá é um aeroclube situado no município brasileiro de Guaratinguetá, fundado em 1940.
Localizado no Aeroporto Edu Chaves compartilha a pista com a Escola de Especialistas de Aeronáutica (EEAR).Possuí uma pista, 02/20, com 1551 metros de comprimento com piso de asfalto.
O aeroclube administra cursos de piloto privado (PP), teórico e prático, piloto comercial(PC), teórico; e instrutor de vôo de avião (INVA), e conta também; com o serviço de voo panorâmico sobre a região do Vale do Paraíba Paulista.